# Sopra Steria
Sopra Steria Group — французская компания в сфере информационных технологий. Осуществляет проектирование информационных систем и разрабатывает программное обеспечение. Образовалась в 2014 году в результате слияния компаний Sopra и Steria. Штаб-квартира расположена в XVI округе Парижа.

## История
Компанию Sopra основали в 1968 году Пьер Паскье и Франсуа Оден в городе Анси. Компания разрабатывала программное обеспечение для банков, телекоммуникационных компаний, предприятий торговли и госучреждений. В 1985 году Sopra начала расширять деятельность в другие страны. В 1990 году её акции были размещены на Парижской фондовой бирже. В 2000 году была создана дочерняя компания Axway Software по разработке технологий для интеграции приложений предприятий; в 2011 году эта компания была отделена и стала самостоятельной. В 2012 году было создано подразделение банковского программного обеспечения Sopra Banking Software.
В 1969 году была основана Steria. Компания базировалась в Исси-ле-Мулино и занималась деловыми консультациями. В 1999 году её акции начали котироваться на Парижской фондовой бирже. В 2001 году была куплена французская компания Integris, а в 2005 году — немецкая Mummert Consulting. В 2007 году была поглощена британская аутсорсинговая компания Xansa; из 8 тысяч её сотрудников 5 тысяч работало в Индии.
В 2014 году Sopra и Steria объединились в Sopra Steria Group. В следующие годы был роглощён целый ряд компаний, включая CIMPA (2015 год), Cassiopae, Kentor, 2MoRO, Galitt (2017 год), Bluecarat, It-economics, O.R. System, Apak (2018 год), Sodifrance, cxpartners, Fidor Solutions (2020 год), EVA Group, EGGS Design et Labs (2021 год), Footprint (2022 год), CS Group, Tobania, Ordina (2023 год).

## Собственники и руководство
Основным акционером является компания Sopra GMT, контролируемая семьями Паскье и Оден.
- Пьер Паскье (Pierre Pasquier, род. 20 августа 1935 года) — председатель совета директоров, основатель компании Sopra.
- Сирил Маларже (Cyril Malargé) — генеральный директор с 2022 года, в компании с 1998 года[12].

## Деятельность
Подразделения компании по состоянию на 2023 год:
- консультации — консультирование по вопросам цифровой трансформации; 8 % выручки;
- системная интеграция — разработка и внедрение интернет-технологий, включая создание торговых сайтов, веб-порталов, интранета и экстранета, разработка ERP-систем; 55 % выручки;
- облачные технологии — 10 % выручки;
- банковское программное обеспечение — 13 % выручки;
- аутсорсинг бизнес-процессов — обслуживание корпоративной ИТ-инфраструктуры, аутсорсинг финансовых, административных, кадровых функций; 14 % выручки.

Выручка компании за 2023 год составила 5,8 млрд евро, из них на Францию пришлось 48 %, на Великобританию — 18 %, на остальную Европу — 32 %, другие регионы — 2 %.